# ワッタナー区
ワッタナー区（ワッタナーく、タイ語: เขตวัฒนา）は、タイ王国バンコク都の行政区の一つ。
この行政区は、時計回りに、ラーチャテーウィー区、フワイクワーン区、スワンルワン区、プラカノーン区、クローントゥーイ区、サートーン区、パトゥムワン区の7つの行政区に接している。

## 歴史
1998年にクローントゥーイ区から分離して、新しい区が誕生した。ブミポン国王の姉ナラーティワートラーチャナカリン（カンラヤーニワッタナー王女とも呼ばれる）にちなんで名づけられた。バンコクで最も発展しているエリアの一つであり、日本人駐在員とその家族が多く住む地区でもある。

## 建物等
- バムルンラート病院
- サミティウェート病院
- カミリアン病院

## 交通
- バンコク・スカイトレイン
  - ナーナー駅、アソーク駅、プロームポン駅、トーンロー駅、エーカマイ駅、プラカノン駅

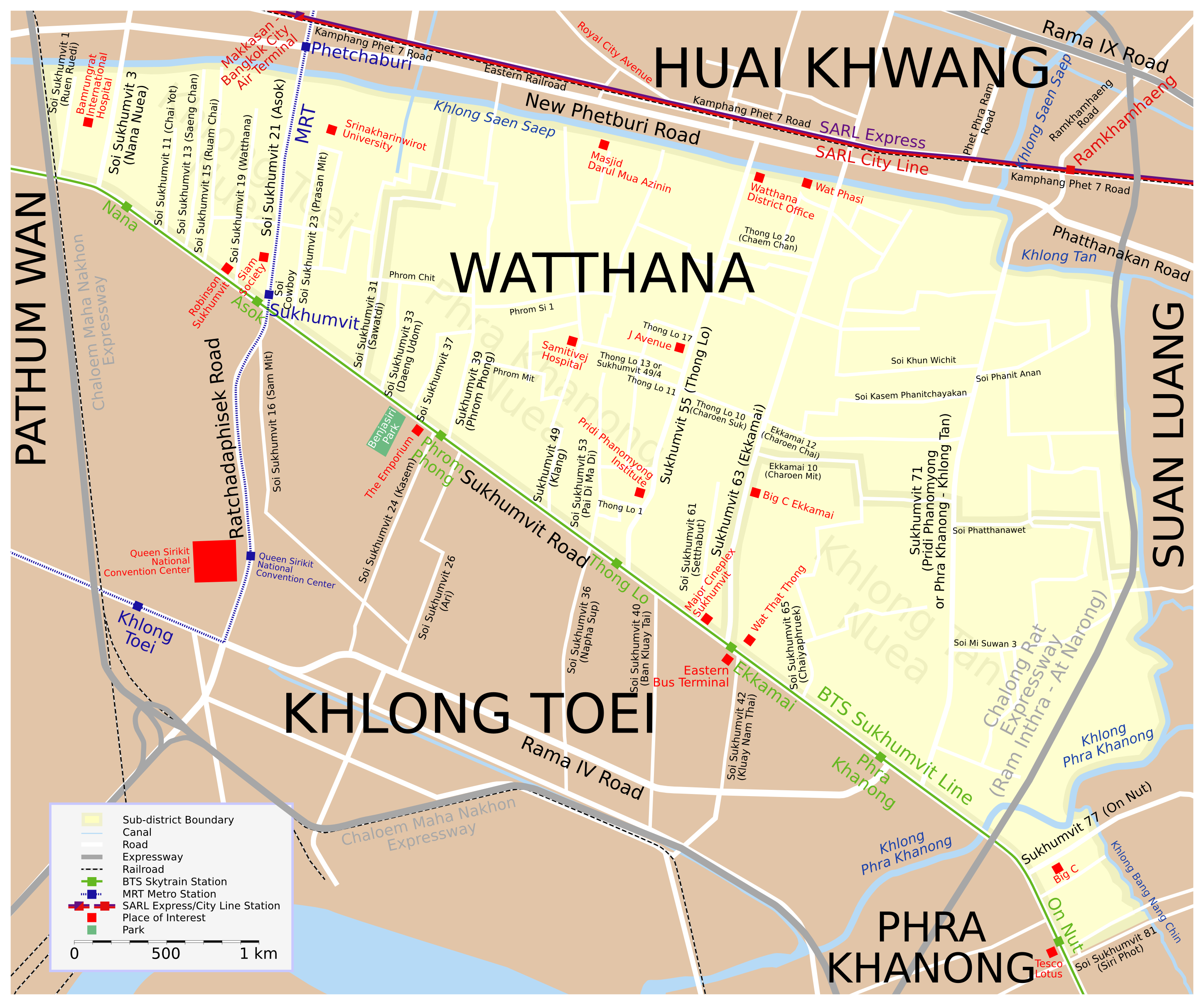
ワッタナー区の地図

## 地区
- トンロー - ハイソな雰囲気のエリア。欧米や日本人駐在員らが居住。
- エカマイ